# فيدجي سيمو
فيدجي سيمو (ولدت في 5 أكتوبر 1985) هي سيدة أعمال فرنسية أمريكية والمديرة التنفيذية لقسم التطبيقات في شركة أوبن أيه آي والرئيسة التنفيذية المنتهية ولايتها لشركة إنستاكارت [الإنجليزية]. قبل انضمامها إلى أوبن أيه آي وانستاكارت، أمضت فيدجي عقدًا من الزمن في فيسبوك حيث كانت واحدة من كبار المديرين التنفيذيين بصفتها رئيسة فيسبوك. كما شاركت في تأسيس معهد ميترودورا [الإنجليزية] وهو عبارة عن عيادة صحية ومعهد أبحاث، وتشغل حالياً منصب رئيس مؤسسة ميترودورا. إضافة إلى أنها عضو في مجلس الإدارة في أوبن أيه آي وشوبيفاي.

## الحياة الشخصية والتعليم
نشأت سيمو في سيت، في جنوب فرنسا، وتعيش الآن في كاليفورنيا. كانت أول فرد في عائلتها يتخرج من المدرسة الثانوية، وحصلت على درجة الماجستير في الإدارة من معهد الدراسات العليا للتجارة (فرنسا). وقد أمضت العام الأخير من برنامجها في كلية أندرسون لإدارة الأعمال بجامعة كاليفورنيا في لوس أنجلوس [الإنجليزية].
في أكتوبر 2021، شاركت سيمو في تأسيس معهد ميترودورا، وهو عبارة عن عيادة صحية ومعهد أبحاث. تشغل سيمو الآن منصب رئيس مؤسسة ميترودورا. يعد معهد ميترودورا بأنه معهد بحثي مخصص لرعاية وعلاج الأمراض المزمنة المعقدة.
سيمو متزوجة من ريمي ميراليس ولديها ابنة واحدة.

## الحياة المهنية

### إيباي
عملت سيمو في إيباي من عام 2007 إلى عام 2011 كجزء من فريق الاستراتيجية. وأثناء عملها في إيباي، قادت تطوير مبادرات التجارة المحلية والإعلانات المبوبة للشركة.

### فيسبوك
كانت سيمو تشغل منصب نائب الرئيس ورئيس منصة فيسبوك، قبل انضمامها إلى إنستاكارت. على مدار عقد من الزمان قضته في فيسبوك، أشرفت على تطوير وتحديث استراتيجية فيسبوك، بما في ذلك موجز الأخبار والقصص والمجموعات والفيديو والسوق والألعاب والأخبار والمواعدة والإعلانات والمزيد. كما قادت الفريق المسؤول عن تصميم أعمال الإعلان على فيسبوك وتحقيق الربح من الهاتف المحمول. لقد جعلت الفيديو جزءًا أساسيًا من تجربة فيسبوك، بدءًا من طرح مقاطع الفيديو التي يتم تشغيلها تلقائيًا في موجز الأخبار، إلى إنشاء وإطلاق فيسبوك لايف وفيسبوك ووتش. ثم انضمت سيمو إلى الفيسبوك من خلال إيباي في عام 2011.

### إنستاكارت
انضمت سيمو إلى مجلس إدارة إنستاكارت في يناير 2021، وتم تعيينها كرئيس تنفيذي للشركة في يوليو. وبدأت عملها في الدور الجديد في أغسطس، خلفًا لأبورفا ميهتا [الإنجليزية]، الذي أصبح رئيسًا تنفيذيًا لمجلس الإدارة.
في سبتمبر 2023، عينت شركة إنستاكارت سيمو لتخلف أبورفا ميهتا كرئيس لمجلس الإدارة بعد طرح الأسهم العام الأولي للشركة.
في ظل قيادة فيدجي، كسرت شركة إنستاكارت أطول فترة جفاف في الطروحات العامة الأولية في قطاع التكنولوجيا خلال العشرين عامًا الماضية، حيث تم إدراجها تحت رمز التداول CART في بورصة ناسداك في سبتمبر 2023.
أعلنت فيدجي في 7 مايو 2025 أنها وكجزء من انتقالها إلى أوبن إيه آي، بأنها ستتنحى عن منصب الرئيس التنفيذي في غضون عدة أشهر ولكنها ستبقى رئيسة لمجلس الإدارة.

### ميترودورا
تعد سيمو بأنها المؤسّس لمعهد ميترودورا وتشغل منصب رئيس مؤسسة ميترودورا. وقد افتتح المعهد أبوابه في أبريل 2023 في مدينة سولت ليك بولاية يوتا.
يهدف المعهد إلى "تسريع إيجاد علاجات للاضطرابات العصبية المناعية من خلال إعادة تصور كيفية علاج المرضى وكيفية مشاركتهم في البحث". وقد حصل المعهد على 35 مليون دولار من مستثمر غير معلن عنه. كما يقوم المعهد بإجراء الأبحاث ومعالجة المرضى. إضافة إلى أنه يولي اهتمامًا خاصًا بالعمل بين التخصصات المختلفة، وكسر حواجز الممارسة الطبية الحالية.
يرحب معهد ميترودورا بالأشخاص الذين يعانون من أمراض يفشل العديد من الأطباء في تشخيصها، وغالبًا لا يعرفون كيفية علاجها.
كان الدافع وراء قيام سيمو ببدء هذا المشروع الطبي نابعًا من تجربتها الشخصية.
اسم المعهد مستوحى من اليونان القديمة: "حيث كانت ميترودورا وهي طبيبة يونانية قد كتبت نصًا طبيًا، على الأرجح بعنوان "عن أمراض النساء، "في أواخر القرن الخامس الميلادي، والذي يُعتقد أنه أقدم نص طبي باقٍ بقلم امرأة."

### أوبن أيه آي
في مارس 2024، انضمت إلى مجلس إدارة أوبن أيه آي. وفي 7 مايو 2025، أعلن سام ألتمان عبر تغريدة أن سيمو ستنضم إلى أوبن أيه آي كرئيس تنفيذي للتطبيقات، وهو دور تم إنشاؤه حديثًا في الشركة. كما لم يتم الإعلان عن وضعها في إنستاكارت وما إذا كانت قد استقالت من منصبها كرئيسة تنفيذية في ذلك الوقت.

### أنشطة أخرى
شاركت سيمو في تأسيس منظمة نساء في إدارة المنتجات [الإنجليزية]، وهي منظمة غير ربحية مخصصة للنساء العاملات في مجال إدارة المنتجات. كما تعمل المنظمة على تعزيز مسيرة المرأة المهنية وتمكينها في مجال التكنولوجيا وتدافع عن التمثيل المتكافئ في بيئة العمل. وقد كانت سيمو في السابق عضوًا في مجلس إدارة مشروع لوس أنجلوس للرقص وسيرك دو سوليه.
في ديسمبر 2021، انضمت سيمو إلى مجلس إدارة شوبيفاي.

#### برنامج الإقامة في فيلا ألبرتين
أطلقت شركة فيدجي برنامج إقامة جديد بعنوان "الفنون في عصر الذكاء الاصطناعي" بالشراكة مع فيلا ألبرتين في فبراير 2025. وقد أعلنت وزيرة الثقافة الفرنسية، رشيدة داتي، عن إطلاق برنامج الإقامة الجديد ضمن فعاليات عطلة نهاية الأسبوع الثقافية لقمة العمل من أجل الذكاء الاصطناعي. وستستضيف هذه المبادرة ثمانية فنانين يدمجون الذكاء الاصطناعي في أعمالهم وذلك في الولايات المتحدة على مدى عامين.

### التكريم
- تم تكريم سيمو من قبل مجلة فورتشن ضمن قائمة أقوى النساء السنوية (2023)، [30] وأدرجت ضمن قائمة المبتكرين 13 الذين يشكلون مستقبل الصحة (2023)،[31] وإيضًا ضمن قائمة 40 تحت سن 40 (2021 و2016).[32]
- ظهرت في قائمة موقع كومبارابلي لأفضل الرؤساء التنفيذيين للشركات (2023).[33]
- تم إدراجها في قائمة فاست كومباني لأكثر الأشخاص إبداعًا في مجال الأعمال.[34]
- تم إدراجها في قائمة آدويك (AdWeek) لأفضل 15 شخصًا يساهمون في تشكيل مستقبل الإعلان عبر الهاتف المحمول.[35]
- تم تصنيف سيمو في المرتبة العاشرة بين أكثر الشخصيات الفرنسية تأثيرًا في العالم من قبل مجلة فانيتي فير.[36]
- في عام 2024، تم إدراجها ضمن القائمة الافتتاحية لصُنَّاع التغيير التابعة لشبكة سي إن بي سي (CNBC)، والتي تكرم أفضل القيادات النسائية تأثيرًا في تغيير عالم الأعمال.[37]
- تم اختيار فيدجي كأفضل مدير تنفيذي لعام 2024 من قبل صحيفة سان فرانسيسكو بيزنس تايمز.[38]